# شعب الذئب
شعب الذئب تنطق محلياً شعب الذيب قرية سعودية تتبع محافظة الطوال الواقعة بمنطقة جازان جنوب غرب السعودية.